# Gavicalis
Gavicalis – rodzaj ptaków z rodziny miodojadów (Meliphagidae).

## Zasięg występowania
Rodzaj obejmuje gatunki występujące w Australii, na Nowej Gwinei i sąsiednich wyspach.

## Morfologia
Długość ciała 16–24 cm; masa ciała 19–35 g.

## Systematyka
Takson ten zdefiniowali jako podrodzaj rodzaju Lichenostomus australijscy ornitolodzy Richard Schodde i Ian James Mason w wydanej w 1999 roku książce ich autorstwa Directory of Australian Birds: Passerines. Gatunkiem typowym jest złotouch żółtoskrzydły (Gavicalis virescens). W oparciu o badania filogenetyczne takson ten został później wyodrębniony jako osobny rodzaj.

### Etymologia
Gavicalis: anagram nazwy rodzajowej Caligavis Iredale, 1956 (maskowik).

### Podział systematyczny
Do rodzaju należą następujące gatunki:
- Gavicalis virescens (Vieillot, 1817) – złotouch żółtoskrzydły
- Gavicalis fasciogularis (Gould, 1854) – złotouch namorzynowy
- Gavicalis versicolor (Gould, 1843) – złotouch zmienny